# Bộ chế hòa khí

Bộ chế hòa khí hay chế hòa khí hay bình xăng con là một dụng cụ dùng để trộn không khí với nhiên liệu theo một tỉ lệ thích hợp và cung cấp hỗn hợp này cho động cơ xăng, hoạt động theo nguyên tắc hoàn toàn cơ học. Bộ phận này hiện vẫn được sử dụng trong các động cơ nhỏ, động cơ cũ hay trong các ô tô đặc biệt như ô tô đua nhỏ. Tuy nhiên, đa số các xe ô tô được sản xuất từ sau đầu thập niên 1980 dùng hệ thống phun nhiên liệu được điều khiển bởi máy tính thay cho bộ chế hòa khí. Đa số các xe mô tô hiện nay vẫn dùng bộ chế hòa khí do hệ thống này nhỏ gọn, rẻ tiền và dễ sửa chữa. Nhưng từ năm 2005, nhiều thiết kế xe mô tô đã dùng hệ thống phun nhiên liệu điện tử.

## Phân loại
Chế hoà khí thông thường gồm hai loại:
+ chế 1 họng
+ chế 2 họng
Chế hoà khí là bộ phận quan trọng trên xe ôtô vì vậy khi sủa chữa phải đảm bảo tính cẩn thận tránh làm rơi vỡ hoặc méo
vì chế hoà khí không phải làm bằng kim loại. 

## Chu trình
Đầu tiên, xăng được chuyển vào buồng phao (float chamber) thông qua ống dẫn đầu vào (feed pipe) và đường dẫn nhiên liệu (fuel inlet). Khi khoang chứa đã nạp đầy đến một mức độ nhất định, phao và kim chỉ van nâng lên và việc nạp nhiên liệu được ngưng lại hoặc cũng có thể quan sát qua mát thần trên chế hoà khí xi lanh giảm xuống. Áp suất của khí quyển sẽ đẩy không khí vào trong bộ chế hòa khí. Đó là nơi mà không khí sẽ được trộn với một lượng xăng thích hợp từ buồng phao để tạo ra hỗn hợp xăng + không khí, tỷ lệ xăng/không khí thông thường vào khoảng 1g xăng/14,7g không khí.
Nếu lượng xăng> 1g/14,7g không khí hỗn hợp được gọi là hỗn hợp giàu, được dùng khi động cơ khởi động hoặc đang tăng ga, tăng tải. Nếu động cơ luôn hoạt động trong trạng thái hỗn hợp giàu sẽ sinh ra hiện tượng đống muội đen trong buồng đốt, bugi và ống xã, hiệu suất sử dụng nhiên liệu giảm, "ăn xăng".
Nếu lượng xăng< 1g/14,7g không khí hỗn hợp được gọi là hỗn hợp nghèo, sinh ra do điều chỉnh các thông số bị sai lệch, các đường nạp xăng bị bẩn hoặc tắc. Nếu động cơ hoạt động trong trạng thái hỗn hợp nghèo công suất giảm, lực moment giảm (động cơ bị yếu) sinh ra hiện tượng đóng trắng trong buồng đốt và bugi.
Lượng nhiên liệu được phun sương sau khi đã hòa trộn với nhau được van tiết lưu còn gọi là bướm ga (throttle valve) điều chỉnh. Ở trong động cơ xe ô tô, van tiết lưu được đóng và mở nhờ sự vận hành của bàn đạp tăng tốc.